# Епархия Исмаилии (Коптская католическая церковь)
Епархия Исмаилии (лат. Eparchia Ismailiensis) — епархия Коптской католической церкви с центром в городе Исмаилия, Египет. Епархия Исмаилии распространяет свою юрисдикцию на Синайский полуостров. Кафедральным собором епархии Исмаилии является церковь святого Марка в городе Исмаилия.

## История
17 декабря 1982 года Римский папа Иоанн Павел II учредил епархию Исмаилии Коптской католической церкви, выделив её из епархии Александрии.

## Ординарии епархии
- епископ Athanasios Abadir (17.12.1982 — 25.05.1992);
- епископ Yuhannes Ezzat Zakariya Badir (23.11.1992 — 23.06.1994) — назначен епископом Луксора.
- епископ Makarios Tewfik (23.06.1994).

## Источник
- Annuario Pontificio, Libreria Editrice Vaticana, Città del Vaticano, 2003, ISBN 88-209-7422-3